# 端姑古夏
端姑古夏·东姑布尔汉丁 (1911年5月16日—1999年2月2日)是马来亚森美兰州严端后。1957年至1960年间担任马来亚联合邦第一任最高元首后。
端姑古夏的妹妹，东姑杜拉嫁给了她的继子端姑慕纳威，并于1960年继任森美兰严端后。

## 早年
端姑古夏于1911年5月16日出生于森美兰神安池，她是森美兰摄政东姑布尔汉丁的长女。她在神安池马来学校就读，也聘请英文私教。

## 王后
1929年5月21日，端姑古夏成为森美兰王子端姑阿都拉曼的第三任妻子。他们育有两女：端姑峇希雅,日后的吉打苏丹后和第五任最高元首后；东姑沙哈里亚，日后的柔佛太子妃。
1933年端姑阿都拉曼继任森美兰严端，端姑古夏也成为森美兰严端后。
1957年8月31日，端姑阿都拉曼被选为新独立的马来亚联合邦第一任最高元首，端姑古夏因此成为第一任最高元首后。1960年端姑阿都拉曼在任内驾崩，端姑古夏被授予森美兰太后的头衔。

## 驾崩
1999年2月2日，端姑古夏因年迈于下午4:50在吉隆坡驾崩，安葬在森美兰州神安池的皇家陵墓。

## 王后世家
端姑古夏因她的王室血统与森美兰州许多前严端后和其他州属的王室有关系，她的女儿端姑峇希雅嫁给吉打苏丹端姑阿都哈林，成为吉打苏丹后和第五任最高元首后。她的两个妹妹先后成为森美兰严端后，首先是东姑杜拉嫁给她的长继子端姑慕纳威，接着是端姑娜吉哈嫁给她的幼继子端姑查化。端姑娜吉哈日后出任第十任最高元首后。